# Leki przeciwtarczycowe
Leki przeciwtarczycowe (inna nazwa tyreostatyki) jest to grupa leków o różnej budowie chemicznej i różnym mechanizmie działania, których wspólną cechą jest hamowanie syntezy i wydzielania tyroksyny. Są używane w leczeniu nadczynności tarczycy.
W Polsce stosowane są następujące preparaty:
- propylotiouracyl (nazwa handlowa Thyrosan, Propycil)
- tiamazol (nazwa handlowa Metizol, Thyrozol)
- metylotiouracyl (nazwa handlowa Methylthiouracil)

## Zastosowanie
Leczenie nadczynności tarczycy.

## Działania niepożądane
- układ pokarmowy – nudności, wymioty, przy stosowaniu metizolu dodatkowo uszkodzenie wątroby
- układ krwiotwórczy – leukopenia, agranulocytoza, plamica małopłytkowa
- inne objawy – łysienie, skórne odczyny alergiczne, bóle mięśni i stawów, gorączka, powiększenie tarczycy

## Przeciwwskazania
- ciąża
- schorzenia nerek i wątroby
- nowotwory tarczycy
- schorzenia krwi

## Grupy tyreostatyków

### Tioamidy cykliczne
Nazywane również tyreostatykami zawierającymi siarkę. Są to leki hamujące powstawanie hormonów tarczycy poprzez inhibicję peroksydazy tarczycowej - enzymu odpowiedzialnego za utlenianie jodków do jodu i umożliwienie jego wbudowanie w strukturę hormonu. Propylotiouracyl (PTU) ponadto hamuje występujące obwodowo rozkładanie tyroksyny (T4) do trójjodotyroniny (T3). Leki te uniemożliwiają syntezę hormonu, jednak nie mają wpływu na ograniczenie jego uwalniana ze zgromadzonych zapasów, dlatego efekt terapeutyczny obserwowany jest dopiero po około tygodniu od rozpoczęcia leczenia.
Leki: metylotiouracyl, propylotiouracyl (PTU), karbimazol, tiamazol
Wskazania:
- nadczynność tarczycy w przebiegu: funkcjonalnej autonomii tarczycy, chorobie Gravesa-Basedowa
- osiągnięcie eutyreozy np. przed planowanym zabiegiem operacyjnym wola

### Jod
Preparaty jodu w dużych dawkach np. w postaci płynu Lugola, hamują uwalnianie hormonów z komórek tarczycy poprzez inhibicję enzymów proteolitycznych (efekt Wolffa-Chaikoffa). Efekt ten pojawia się szybko ale utrzymuje się maksymalnie do dwóch tygodni.
Wskazania:
- osiągnięcie eutyreozy np. przed planowanym zabiegiem operacyjnym wola
- przełom tarczycowy hipermetaboliczny

### Jod radioaktywny131I
W leczeniu tyreostatycznym wykorzystywany jest również radioaktywny izotop jodu 131I. Takie leczenie jest określane jako leczenie „radiojodem”. Radiojod wychwytywany jest przez tarczycę tak samo jak zwykły jod, jednak emitując promieniowanie β i γ uszkadza komórki przez które został pochłonięty. Prowadzi to do zmniejszenia ilości komórek tarczycy, a co za tym idzie spadku syntezy trójjodotyroniny i tyroksyny.  Jod radioaktywny 131I podaje się doustnie.

## Inne substancje tyreostatyczne
Działanie hamujące wydzielanie hormonów mają również inne substancje:
Leki stosowane z innych wskazań, mające jednak działanie tyreostatyczne:
- sulfonamidy przeciwbakteryjne i przeciwcukrzycowe (doustne leki przeciwcukrzycowe, pochodne sulfonylomocznika)
- barbiturany

Inne związki chemiczne:
- związki zawierające anionowe reszty rodanków, nadchloranów i fluoroboranów (nie są stosowane w leczeniu z uwagi na znaczną toksyczność).

Cechą wspólną wszystkich tyreostatyków jest to, że po pewnym czasie stosowania i zablokowania tym samym produkcji hormonów tarczycy, dochodzi na zasadzie sprzężenia zwrotnego do nadprodukcji hormonu tyreotropowego, czyli TSH, którego jednym z działań jest powodowanie przerostu tarczycy czyli wola tarczycy.
Aby temu zapobiec, w trakcie leczenia tyreostatykami po osiągnięciu prawidłowej czynności hormonalnej, do leczenia dołącza się hormony tarczycy, czyli tyroksynę, która to działanie blokuje.